# Associação Médica Americana
A Associação Médica Americana (American Medical Association), ou AMA, fundada em 1847 e incorporada em 1897, é a maior associação de médicos e de estudantes de medicina nos Estados Unidos. Em 2011, a AMA tinha 217.490 membros.